# Väring, Skövde kommun
Väring är en tätort i Skövde kommun i Västra Götalands län, belägen cirka 18 kilometer norr om Skövde vid länsväg 200.
Väring är kyrkby i Värings socken. 

## Historia
Väring var tidigare stationsort längs Västra stambanan.

### Befolkningsutveckling
| Befolkningsutvecklingen i Väring 1960–2020 | Befolkningsutvecklingen i Väring 1960–2020 | Befolkningsutvecklingen i Väring 1960–2020 | Befolkningsutvecklingen i Väring 1960–2020 | Befolkningsutvecklingen i Väring 1960–2020 |
| ------------------------------------------ | ------------------------------------------ | ------------------------------------------ | ------------------------------------------ | ------------------------------------------ |
|                                            |                                            |                                            |                                            |                                            |
| År                                         |                                            |                                            | Folkmängd                                  | Areal (ha)                                 |
| 1960                                       | 1960                                       |                                            | 332                                        |                                            |
| 1965                                       | 1965                                       |                                            | 420                                        |                                            |
| 1970                                       | 1970                                       |                                            | 435                                        |                                            |
| 1975                                       | 1975                                       |                                            | 463                                        |                                            |
| 1980                                       | 1980                                       |                                            | 534                                        |                                            |
| 1990                                       | 1990                                       |                                            | 554                                        | 66                                         |
| 1995                                       | 1995                                       |                                            | 575                                        | 66                                         |
| 2000                                       | 2000                                       |                                            | 537                                        | 66                                         |
| 2005                                       | 2005                                       |                                            | 534                                        | 66                                         |
| 2010                                       | 2010                                       |                                            | 571                                        | 67                                         |
| 2015                                       | 2015                                       |                                            | 641                                        | 125                                        |
| 2020                                       | 2020                                       |                                            | 651                                        | 125                                        |
| Anm.: Sammanvuxen 2015 med Truvet          |                                            |                                            |                                            |                                            |

## Samhället
Här ligger Värings kyrka.
Värings skola är en låg- och mellanstadieskola som ligger centralt i orten.
Väring har en damm som heter Store Flo och ligger precis vid svängen in till Väring.